# La spia (film 1952)
La spia (The Thief) è un film del 1952 diretto da Russell Rouse, con protagonista Ray Milland.
Particolarità del film è l'assenza totale di dialoghi; sono udibili solo i suoni ambientali e i versi dei personaggi.

## Trama
Uno scienziato statunitense che lavora in un laboratorio di ricerche atomiche, influenzato da una subdola propaganda politica, si mette segretamente al servizio di una potenza straniera. Attraverso una microcamera fotografa pagine di documenti riservati e consegna le pellicole a misteriosi agenti. Tormentato dai sensi di colpa, vorrebbe liberarsi dell'impegno preso ma non ne è capace. Questo gli provoca attacchi di ansia e claustrofobia, soprattutto durante le attese snervanti vicino al telefono, che squilla per avvertirlo degli incontri a cui recarsi.
Uno degli agenti segreti muore in un incidente stradale, involontariamente provocato dallo stesso professore. La polizia ritrova tra le carte del morto anche i documenti riservati e mette sotto sorveglianza la spia che, non potendone più, tenta di abbandonare l'attività illecita e di fuggire all'estero grazie a un passaporto falso che gli era stato fornito dall'organizzazione stessa. Tuttavia, annientato dal rimorso per il tradimento compiuto, all'ultimo momento decide di andare a costituirsi alle autorità.

## Critica
Il Morandini commenta: «È un film sonoro, ma senza una parola di dialogo. Sul piano formale è tutt'altro che disprezzabile e riesce a raggiungere una innegabile tensione drammatica in più di una sequenza. R. Milland è bravissimo nella sua interpretazione di nevrotico. Scritto da R. Rouse con Clarence Greene, ha i limiti di ogni narrazione imperniata su una scommessa stilistica. Al risultato concorre la suggestiva ambientazione realistica negli esterni di Washington e New York».

## Riconoscimenti
Nel 1952 il National Board of Review of Motion Pictures l'ha inserito nella lista dei migliori dieci film dell'anno.